# Popești (okręg Alba)
Popești – wieś w Rumunii, w okręgu Alba, w gminie Întregalde. W 2011 roku liczyła 11 mieszkańców.